# Xavi Vallès Revilla
Xavi Vallès Revilla (Barcelona, 6 de novembre de 1971 - Barcelona, 16 de gener de 2020) va ser un filantrop barceloní, conegut per ser el creador de el projecte «De l'hospital a la catedral».
Mecànic de professió, va crear el seu projecte la primavera del 2018 per recaptar fons per a la lluita contra el càncer infantil, després de ser diagnosticat ell mateix com a malalt de càncer l'any anterior. Durant dos anys va portar personalment a terme dos projectes de recaptació amb els que va aconseguir recaptar més de 66.000 euros, que va donar a l'Institut de Recerca de l'Hospital de la Vall d'Hebron (VHIR) perquè pogués dur a terme dos assajos clínics per lluitar contra els tumors cerebrals infantils i contra els sarcomes.
Amb aquest projecte va tenir la intenció de fer el Camí de Sant Jaume la primavera de 2019 en bicicleta, sortint de la porta de l'Hospital de la Vall d'Hebron i arribant a la porta de la Catedral de Santiago de Compostela, per tal de fer difusió de la seva campanya de recaptació. Finalment, el seu estat físic no li va permetre fer aquest trajecte. El desembre de 2019 va presentar en públic el seu llibre en català El camí és llarg, en el qual recull les seves experiències com a malalt de càncer i explica els seus projectes solidaris de lluita contra el càncer.